# Ama Kông
Ama Kông (1910–2012) có tên khai sinh là Y Prông Êban, tên Lào là Khăm Proong, vì có con đầu lòng tên Kông nên theo luật tục gọi là Ama Kông có nghĩa là cha thằng Kông. Ama Kông là người dân tộc M’Nông, sinh năm 1910 (theo lời gia đình và khai sinh thì sinh năm 1917), tại bản Đôn, xã Krông Na, huyện Buôn Đôn, tỉnh Đắk Lắk, là một người săn voi và thuần dưỡng voi rừng nổi tiếng của Việt Nam. Ama Kông là người săn được nhiều voi nhất ở Việt Nam (298 con).

## Thời thơ ấu

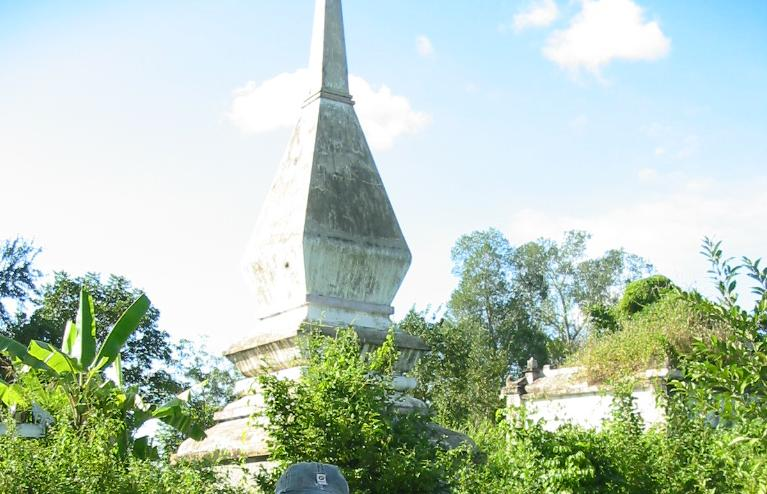
Mộ vua voi Khun Ju Nốp – Người khai phá và là ông tổ nghề săn voi bản Đôn.

Ông là cháu của "vua săn voi" – Khun Ju Nốp. Năm 13 tuổi, Ama Kông đã làm thợ phụ trong đoàn săn voi, đến năm 17 tuổi trở thành thợ chính. Trong chuyến đi này, ông đã bắt được năm con voi. Một chuyến đi săn của ông thường kéo khoảng 2 tuần, nhưng cũng có khi kéo dài đến trên 30 ngày.

## Thanh niên
Năm 17 tuổi, ông trở thành thợ chính và ngay trong chuyến săn đầu tiên, Ama Kông đã bắt được năm con voi. Do không có con nên vua săn voi Khun Ju Nốp đưa Amakông và H'Nố về nuôi từ nhỏ, lớn lên thì cho lấy nhau dù cùng huyết thống. Luật tục quy định lấy nhau cùng huyết thống là điều cấm kỵ nhưng ba anh em Y Ki, Y Leo có và danh giá nhất vùng. Họ sợ nếu con lấy người ngoài thì của cải bị phân tán. Họ gả con cho nhau để của cải không vào tay người ngoại tộc. Ông còn là tay chơi nổi tiếng: Tay không bắt bò rừng, biết thổi tù và, chơi giỏi nhiều nhạc cụ, khiến các sơn nữ mê mẩn. Ông cũng được biết là người mê cờ bạc từng bán voi lấy tiền. Vào những năm 1959, 1960, ông đi máy bay từ Buôn Ma Thuột đến Sài Gòn đánh bạc chỉ 3 ngày và thua bạc hết cả con voi trị giá 40.000 đồng. Số tiền đó đủ làm 10 căn nhà sàn dài bằng gỗ tốt. Theo những bức ảnh thời thanh niên của ông cũng như những người mô tả thì thời thanh niên ông cao lớn, vạm vỡ, đẹp trai, giàu có, sống phóng túng, hoang dã, dữ dội, và đào hoa.

## Thời điểm săn bắt mạnh nhất
Người vợ đầu của Ama Kông, H'Nố, mất vào năm 1941 do chứng hậu sản. Theo tục nối dây, em gái của H'Nố là H'Hốt thay chị làm vợ ông. Sống với nhau một thời gian, cuộc hôn nhân này bị đỗ vỡ do H'Hốt không đồng ý cho ông lấy vợ lẻ. Theo luật tục của người M'Nông, khi người chồng muốn bỏ vợ và ngược lại, ngoài việc phải nộp phạt cho làng, anh ta phải để lại toàn bộ của cải cho vợ nuôi con. Thế nên khi quyết định lấy người vợ thứ 3, Ama Kông bước ra khỏi nhà với hai bàn tay trắng. Ông tiếp tục làm nghề săn bắt voi trong rừng và từng tặng voi cho vua Thái Lan, vua Lào cũng như từng đi săn voi với Hoàng đế Bảo Đại và từng tặng một con voi trắng cho Tổng thống Ngô Đình Diệm, sau đó ông được tặng lại 3 khẩu súng và rất nhiều tiền bạc. Ama Kông cũng được Chủ tịch Hồ Chí Minh gửi giấy khen kèm khoản tiền thưởng 50 nghìn đồng, do thành tích góp voi cho kháng chiến vào năm 1954. Người vợ thứ ba cũng không được nhắc đến nhiều, chỉ biết rằng ông 75 tuổi thì góa vợ. Những năm 1990, Ama Kông khi đã ngoài 80 tuổi, trong một lần dạo chơi ở buôn khác, tình cờ quen một cô gái mới 25 tuổi tên là H’Khăm. Ông đã đưa cô này về ra mắt buôn làng, chính thức kết duyên vợ chồng.

## Chuyến đi săn cuối cùng

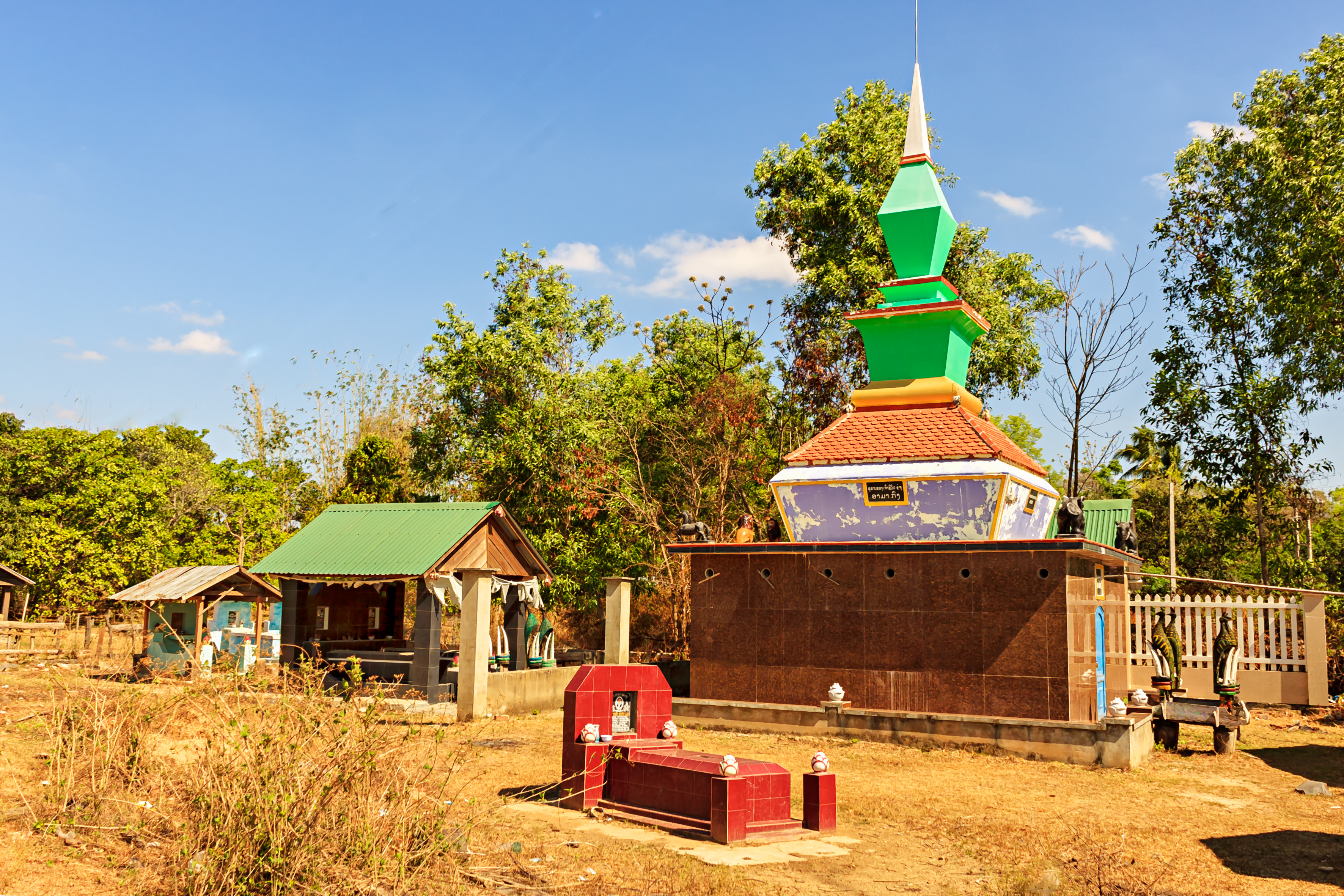
Mộ Ama Kông (có tháp nhọn) tại bản Đôn

Rừng Tây Nguyên ngày càng thu hẹp, không gian cho các loài động vật trong rừng ngày càng lùi xa. Chính phủ cấm săn bắt và bắn các động vật rừng. Voi rừng cũng không nằm trong ngoại lệ đó. Trong chuyến đi săn cuối cùng vào năm 1996 Ama Kông bắt được bảy con voi, sau đó dũng sĩ săn voi rừng số 1 Tây Nguyên đã chuyển nghề sang làm huấn luyện voi cho rừng quốc gia Yok Đôn. Ông bước vào mối tình thứ 4 với một người vợ trẻ, mỗi lần đi bước nữa ông để lại của cải cho con cái. Khi lấy người vợ 4, Ama Kông không đất đai, không nhà cửa, chỉ có tay trắng. Đám cưới không giết trâu, giết bò, lúc đó chỉ làm con gà. Lễ buộc dây buộc chân không có vòng vàng vòng bạc, lấy dây rừng làm tượng trưng.
Rạng sáng ngày 3/11/2012, Ama Kông mất ở tuổi 103. Ông có 21 người con, 118 cháu, chắt. Ama Kông còn nổi tiếng với bài thuốc gia truyền, tráng dương, bổ thận được nhiều người ca ngợi.